# Ogulsapar Muradova
Ogulsapar Muradova (turkmenisch Огулсапар Мурадова; geb. 1948; gest. 2006) war eine turkmenische Menschenrechtsaktivist und Journalistin bei Radio Free Europe.

## Leben
Muradova war die Schwester von Annadurdy Hajyýew, einem Führer der Exil-Partei Republikanische Partei Turkmenistans. Sie wurde am 18. Juni 2006 mit zwei anderen Aktivisten verhaftet: ihrem Bruder Sapardurdy Khadzhiev, einem Mitarbeiter der Turkmen Helsinki Foundation for Human Rights, und Annakurban Amanklychev. Die staatliche Presse beschuldigte die Aktivisten, den internationalen Ruf von Turkmenistan zu beschmutzen.
Am 19. Juni veröffentlichte Präsident Saparmurat Niyazov persönlich eine Stellungnahme im staatlichen Fernsehen, in welchem er Muradova und andere verhaftete Aktivisten verurteilte. Er sagte: „Ich weiß nicht, warum [die Häftlinge] in Turkmenistan, einem friedlichen Land, in dem Gerechtigkeit herrscht und niemand in Ungnade fällt, in solch schmutzige Geschäfte verwickelt sind… Lasst die Menschen die Verräter verurteilen. Die gesamte Bevölkerung ist stolz auf ihr Mutterland, während sie versuchen, ihm zu schaden“.
Am 25. August 2006 wurden die drei Aktivisten zu sechs bis sieben Jahren Gefängnis aufgrund illegalen Waffenbesitzes verurteilt.
Der Prozess dauerte offenbar weniger als zwei Stunden und den Verteidigern wurde die Anschuldigung nicht vor Prozessbeginn bekannt gemacht.
Muradova starb im Gefängnis vor dem 14. September 2006 laut den turkmenischen Behörden an „natürlichen Ursachen“ (natural causes). Aber ihre Kinder sagten aus, dass ihr Körper „Wundmale am Hals“ (marks on the neck) und eine „große Wunde“ (large wound) am Kopf hatte.
Internationale Menschenrechts-Organisationen verkündeten ihre Wut über den Tod und forderten eine unabhängige Untersuchung über die Umstände ihres Todes.